# Аэропорт Внуково (платформа)
Аэропо́рт Вну́ково — тупиковый подземный остановочный пункт Киевского направления Московской железной дороги, расположенный под площадью перед аэропортом Внуково в Москве. Находится в границах станции Аэропорт на ответвлении от главного хода Киевского направления. Также используется название Терминал-Вну́ково. Один из двух подземных остановочных пунктов в Москве (наряду с платформой Площадь Гагарина).
Платформа была открыта 7 августа 2005 года, но её сооружение в этот момент ещё не было полностью завершено. Подходные тоннели к платформе проходят возле торца ВПП, и их конструкция рассчитана на то, чтобы выдержать посадку самолёта.

## История
До открытия подземной платформы электропоезда от Киевского вокзала оборачивались на старой платформе станции Аэропорт с противоположной от терминала Внуково-1 стороны лётного поля. Была сооружена хорошо оборудованная островная платформа с кассой, полупрозрачными навесами, выложенная плиткой. От станции до аэропорта курсировал рейсовый автобус Мосгортранса, расписание которого было согласовано с прибытием и отправлением электричек. Подобная схема действовала в течение 2005 года с момента возобновления движения на линии Лесной Городок — Аэропорт. Ранее поезда по этой линии ходили до 1997 года, затем движение было прекращено в связи с тем, что старая платформа Аэропорт не обеспечивала подвоза к аэровокзалу и не пользовалась популярностью. В 2011 году по будням вновь движение электропоездов до старой платформы Аэропорт было восстановлено, но только 2 раза в день по будням для рабочих железнодорожной станции, завода и аэропорта, ныне 3 пары в день.

## Связь с терминалами аэропорта
С подземных платформ (−1 этаж) осуществляется выход по лестницам (эскалаторам) вверх на нижний этаж терминала А аэропорта. Проход к терминалу B далее возможен через улицу, вход в терминал D через терминал B.
Вход и выход на платформу на уровне аэропорта оборудован турникетами, для прохода через которые требуется действительный билет «ЦППК» (стоимость — 280 рублей для проезда до Киевского вокзала).

## Движение поездов

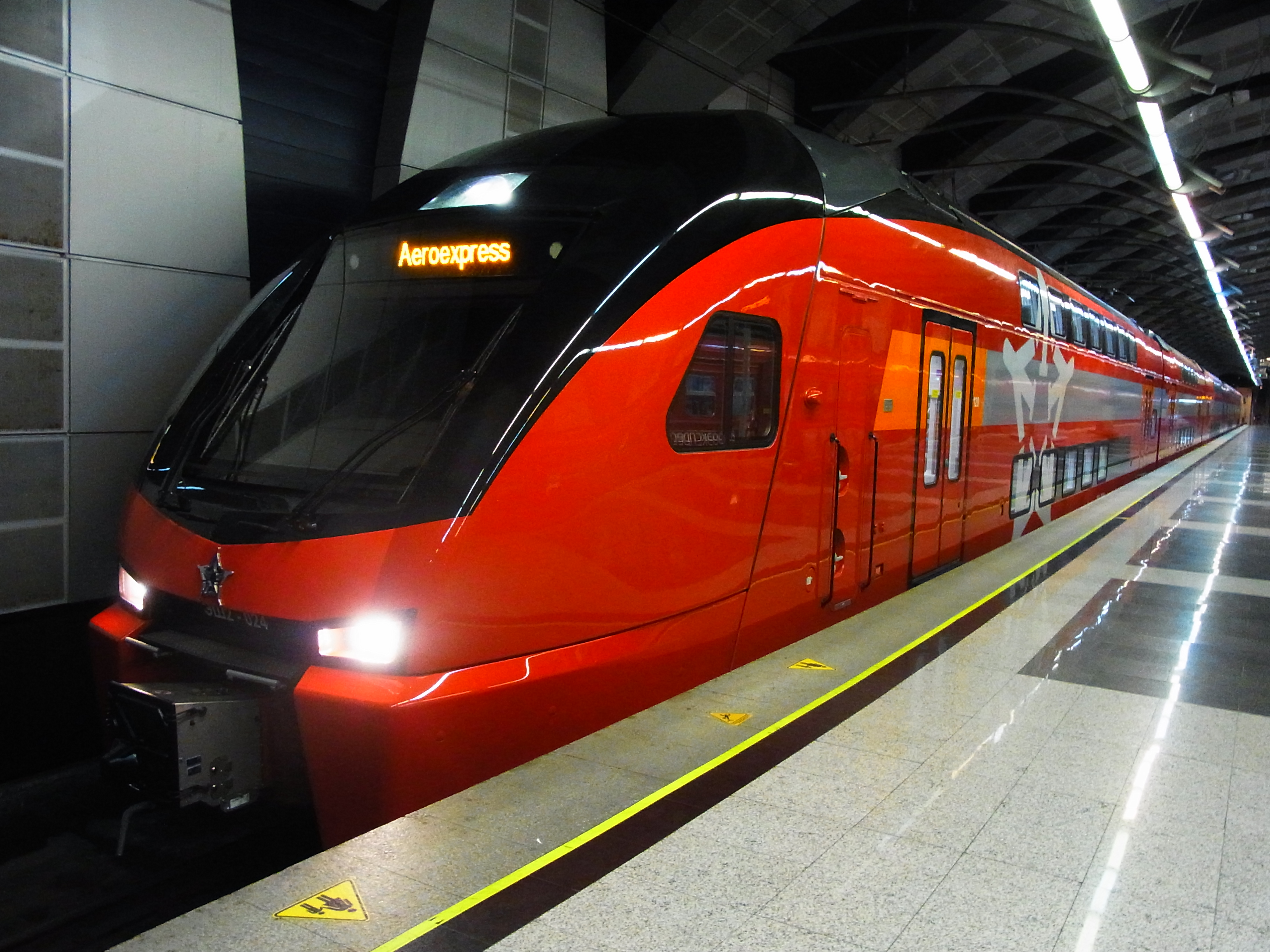
Электропоезд ЭШ2 на платформе

До 31 июля 2024 года между Киевским вокзалом и платформой Аэропорт Внуково работали аэроэкспрессы через Лесной городок (с промежуточной остановкой Аминьевская), время в пути примерно 35—40 минут. Движение каких-либо иных поездов от этой платформы не предполагалось. В качестве подвижного состава использовались электропоезда ЭС2Г. Контроль билетов в поезде осуществлялся только для пассажиров бизнес-класса при входе в вагон, пассажиры стандартного класса не проверялись на наличие билета, однако он требовался для возможности прохода через турникеты платформы Аэропорт Внуково.
С 1 августа 2024 пассажиров с Киевского вокзала до аэропорта Внуково перевозит  ЦППК . Стоимость проезда составила 280 руб.

## Пересадка на метро
В 2023 году Солнцевская линия метро была продлена от станции «Рассказовка» к аэропорту Внуково.